# Pont Vell (Sallent)
El Pont Vell és un pont del municipi de Sallent (Bages) inclòs en l'Inventari del Patrimoni Arquitectònic de Catalunya.

## Descripció
És un pont construït a mitjan segle xviii de cinc arcs com continuació d'un pont medieval. Téuna lleugera curvatura, més pronunciada als inicis. Està fet de pedra tallada. Els pilars estan protegits per trencaaigües. A finals del segle xix s'amplià construint unes voreres sobre unes bigues de ferro que travessen el pont perpendicularment i sobresurten per ambdós costats. Aquestes voreres han estat reparades aquest any 1982. Després de la Guerra Civil es va reparar una arcada que havia resultat parcialment destruïda.

## Història

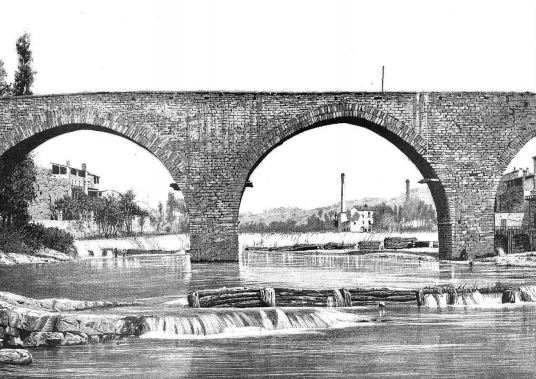
El pont al 1890

En el segle xiv amb un privilegi del rei Alfons el Benigne del 1333 es construí un pont en el mateix lloc on s'aixeca l'actual pont vell. El pont medieval fou trencat per una riuada el 24 de gener de 1747. La Real Audiencia del Principat encarregà a Ignasi Castells de Manresa la redacció dels plànols d'un nou pont que es començà el 1749. El 1886 s'eixamplà amb unes voreres per a vianants. El 1939 s'intentà volar-lo, però només restà afectada una arcada.